# Colletes rhodaspis
Colletes rhodaspis är en biart som beskrevs av Cockerell 1909. Colletes rhodaspis ingår i släktet sidenbin, och familjen korttungebin. Inga underarter finns listade i Catalogue of Life.